# Wiesens
Wiesens ist ein Ortsteil Aurichs in Ostfriesland.

## Geschichte
Bis zur Gemeindegebietsreform, die am 1. Juli 1972 in Kraft trat, war es eine selbstständige Gemeinde.

## Politik

### Ortsrat
Der Ortsrat, der die Auricher Ortsteile Brockzetel und Wiesens gemeinsam vertritt, setzt sich aus fünf Mitgliedern zusammen. Die Ratsmitglieder werden durch eine Kommunalwahl für jeweils fünf Jahre gewählt. Die aktuelle Amtszeit begann am 1. November 2021 und endet am 31. Oktober 2026.

Bei der Kommunalwahl 2021 ergab sich folgende Sitzverteilung:
| Ortsrat 2021Insgesamt 5 Sitze - Linke: 1 - SPD: 1 - Grüne: 1 - AWG: 1 - CDU: 1 |

### Ortsbürgermeister
Ortsbürgermeister ist seit 2016 Gerhard Wulff (DIE LINKE).

## Kultur und Sehenswürdigkeiten
Historischer Mittelpunkt des Ortes ist die auf einer Warft liegende evangelisch-lutherische Kirche mit ihrer Barockkanzel von 1735 und der zur Kirche gehörende Friedhof.
- Bei der Johannes-der-Täufer-Kirche handelt es sich um einen Backsteinbau aus dem 13. Jahrhundert mit freistehendem Glockenturm. In dem Glockenturm befindet sich die älteste noch läutende Glocke Ostfrieslands, die noch aus der Zeit der Erbauung der Kirche stammt. Im 15. Jahrhundert wurde die bis dahin bestehende runde Apsis durch einen rechteckigen Chor ersetzt und 1818 vier Meter von der Höhe der Kirchenmauern abgetragen. Die Orgel wurde 1820 bis 1822 von Johann Gottfried Rohlfs gebaut.
- Nördlich der Kirche bei den "dreizehn Eichen" befindet sich der Tjedestein auf dem sich stark verwittert ein gabelähnliches Gebilde und eine kreuzförmige Darstellung befinden.[5]
- Das Denkmal für die Gefallenen des Ersten Weltkrieges vor der Kirche ist ein Werk der Auricher Bildhauereifirma Flessner und Schulenburg (auch: Fleßner und Schulenburg). Es wurde 1920 aufgestellt.[6]

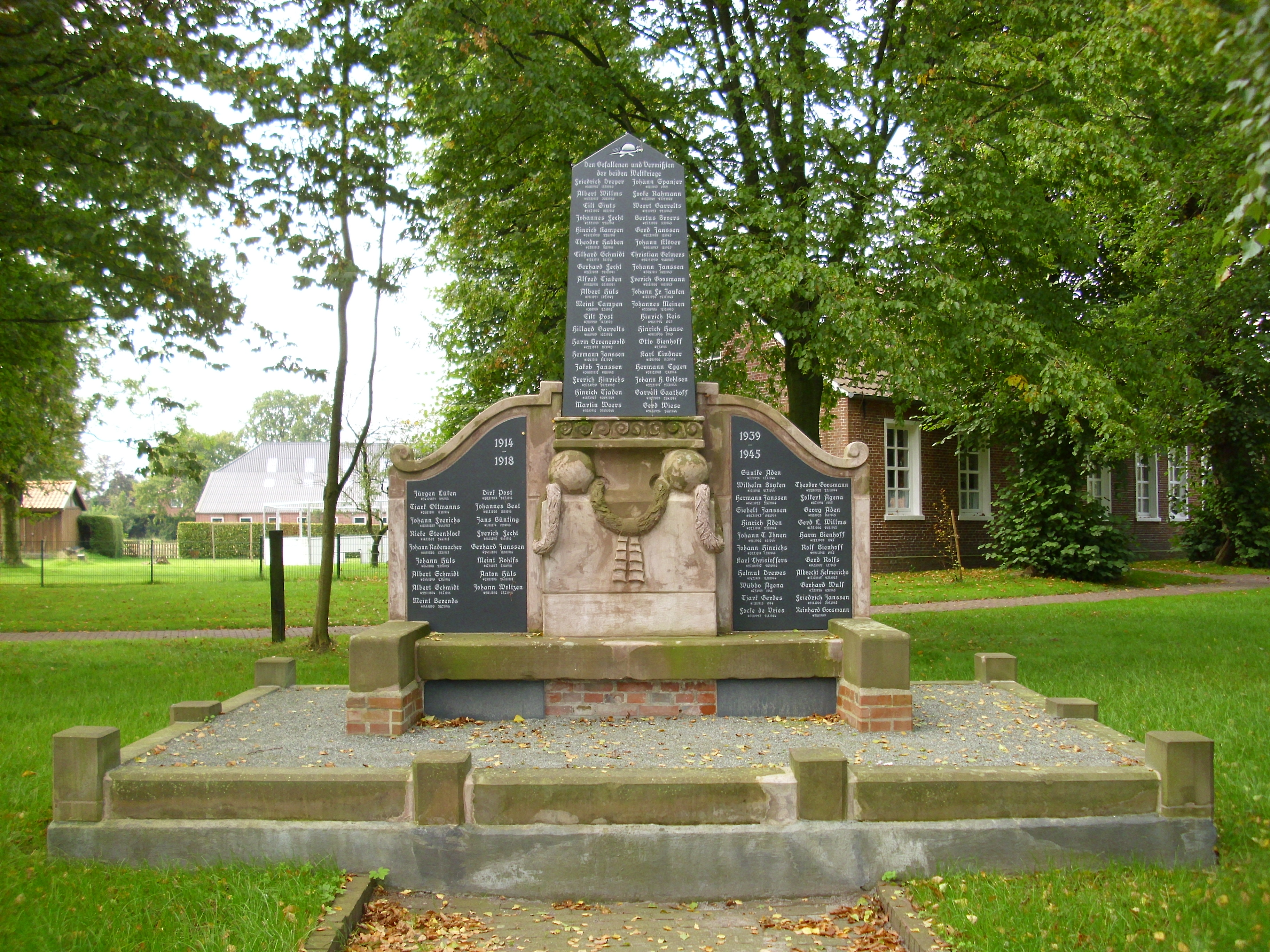
Gefallenendenkmal in Wiesens (Oktober 2015) – Gesamtansicht –
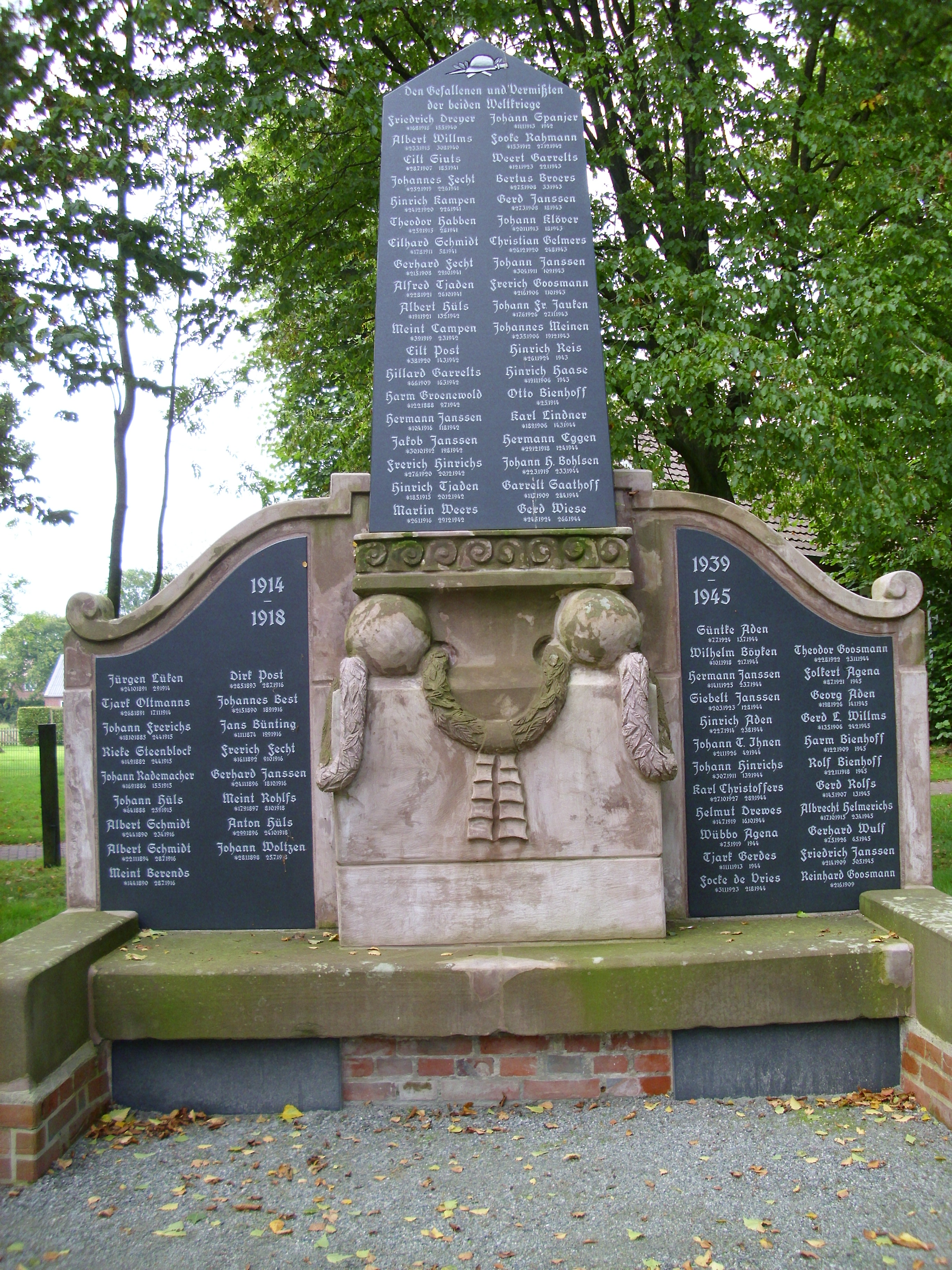
Gefallenendenkmal in Wiesens (Oktober 2015) – Detail –

## Wirtschaft und Infrastruktur
Die L 34 führt durch den Ort. In Wiesens befindet sich eine Grundschule. Wiesens liegt am Ems-Jade-Kanal und verfügt über eine Anlaufstelle, die von der MS Aurich angefahren wird. Der örtliche Sportverein ist der SC "Dreizehn Eichen" Wiesens.